# IC 4662
IC 4662是一個位於孔雀座的不規則星系，距離地球796萬光年。IC 4662由蘇格蘭天文學家羅伯特·因尼斯於1901年發現，直徑為7,000光年，角大小為3.2'x1.9'。
IC 4662是哈伯對附近小型或矮星系的星暴進行研究的一部分。根據這項研究，天文學家發現星暴持續時間比原先想像的要長100倍，長達2億至4億年，顯示星暴不是孤立事件，而是席捲整個星系的事件。哈伯影像上顯示的是IC 4662星系的H II區域。